# ナウベルチ・ビテンクール
ナウベルチ・ビテンクール （Nalbert Tavares Bitencourt, 1974年3月9日 - ）は、ブラジルの元男子バレーボール選手。リオデジャネイロ出身。元ブラジル代表。
オリンピックに3大会出場し、2004年アテネ五輪で金メダルを獲得した。
2014年7月、バレーボール殿堂入りの栄に浴した。

## 球歴
- オリンピック - 1996年（5位）、2000年（6位）、2004年（金メダル）
- 世界選手権 - 2002年（金メダル）
- ワールドカップ - 2003年（金メダル）
- ワールドリーグ - 2001年、2003年（優勝）

## 所属クラブ
- ミナス・テニス・クルーベ（1992-1994年）
- ECバネスパ（1994-1997年）
- オリンピクスEC（1997-1999年）
- ルーベ・マチェラータ（1999-2001年）
- パナソニックパンサーズ（2001-2002年）
- ルーベ・マチェラータ（2002-2004年）
- ミナス・テニス・クルーベ（2004-2005年）
- ビーチバレーへ転向
- パッラヴォーロ・モデナ（2006-2007年）
- ミナス・テニス・クルーベ（2007-2008年）